# Nemesis Records
Nemesis Records var ett amerikanskt självständigt skivbolag som grundades 1988 av Big Frank Harrison. Bolagets lokaler låg på 1940 Lakewood Boulevard i Long Beach, Kalifornien och deras lanseringar distribuerades via Cargo Records i Kanada. Nemesis Records specialiserade sig på band och artister inom punkgenren, där deras mest kända lanseringar var The Offsprings självbetitlade debutalbum (1989) samt deras första EP Baghdad (1991). Nemesis Records upphörde med all verksamhet under 1993.